# Motutanifa
Motutanifa – niezamieszkana wysepka położona w północnej części atolu Vaitupu w Tuvalu.